# Louis Sautumier
Louis Sautumier est un homme politique français né le 21 mars 1869 à Mont-Saint-Sulpice (Yonne) et décédé le 12 novembre 1896 à Paris.

## Biographie
Jeune avocat Louis Sautumier est un proche collaborateur d'Alexandre  Millerand.  
Il est élu député socialiste de la Seine, dans une circonscription allant de Neuilly à Boulogne, le 23 février 1896, lors d'une élection partielle organisée après le décès de Louis Lefoullon. Au premier tour de scrutin il devance Maurice Barrès.
Il meurt le 12 novembre 1896. Il était malade mais on a beaucoup parlé de suicide à propos de sa mort : il se serait jeté par la fenêtre.  
Le dimanche 15 novembre des discours sont prononcés gare de Lyon, lors du départ du convoi pour Seignelay où Sautumier doit être inhumé. Jean Jaurès et Millerand sont parmi ceux qui prennent la parole. "Il était venu au socialisme avec une décision d’esprit, une spontanéité de cœur et une hardiesse joyeuse qui dissipaient d’emblée ou prévenaient même tout défiance. Il était parmi les privilégiés de la fortune et c’est sans réserve, sans arrière-pensée, qu’il s’était donné au prolétariat : sa seule présence parmi nous attestait la largeur de pensée et de sentiment du parti socialiste" déclare Jean Jaurès.

## Sources
- « Louis Sautumier », dans le Dictionnaire des parlementaires français (1889-1940), sous la direction de Jean Jolly, PUF, 1960 [détail de l’édition]